# Fabian Månsson

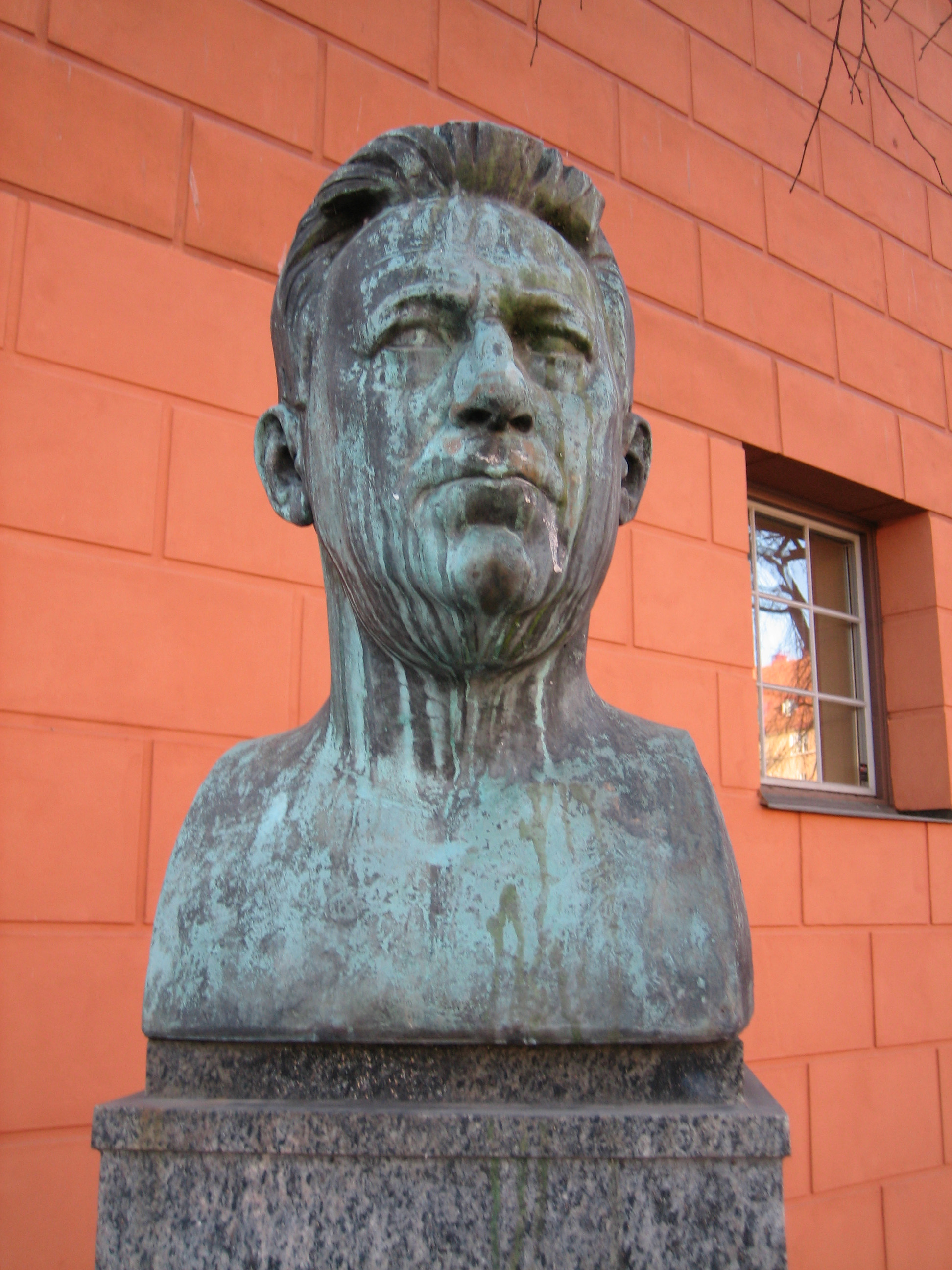
Carl Eldhs byst av Fabian Månsson (1940). Stockholms stadsbibliotek.

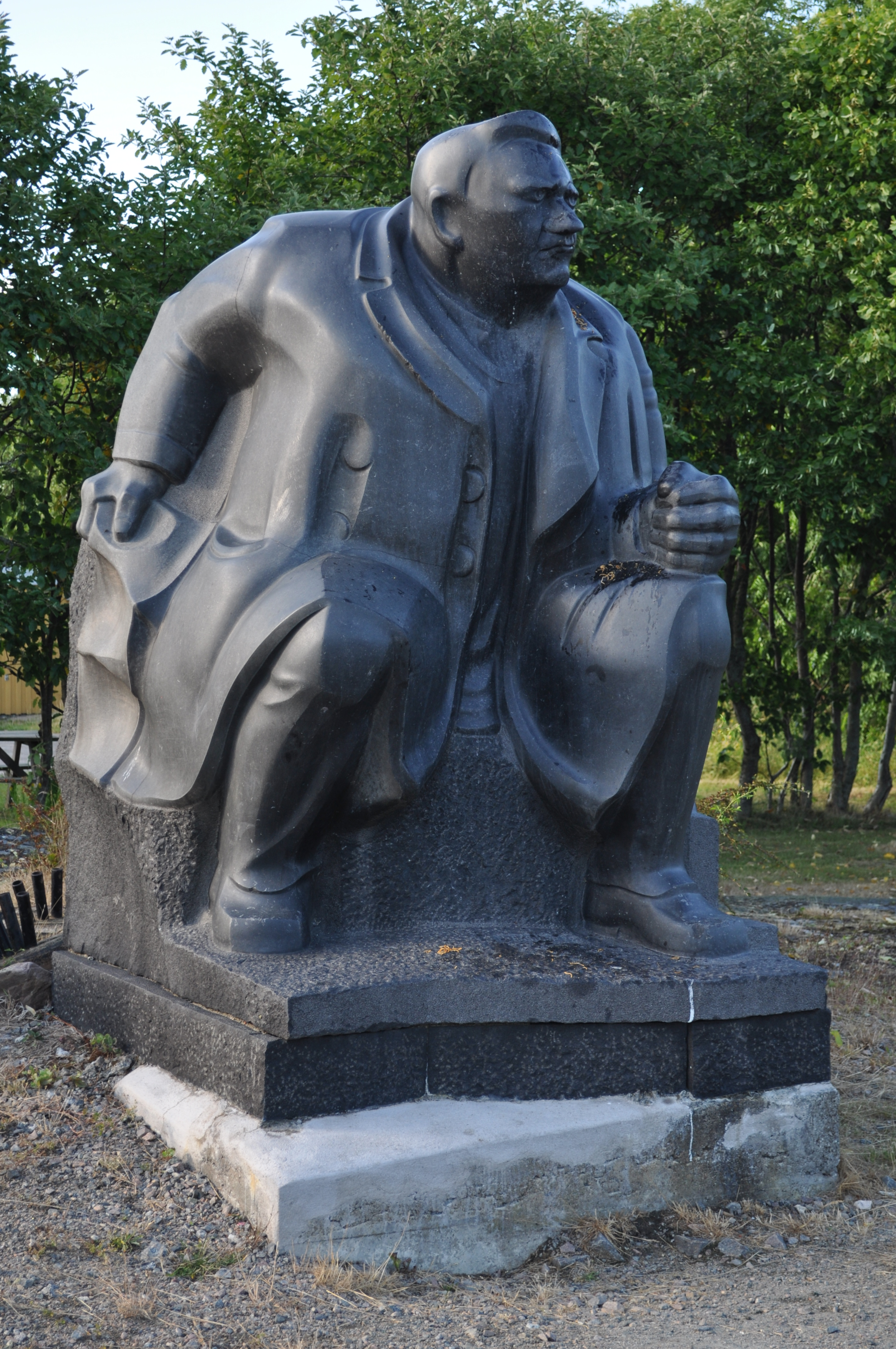
Gravmonumentet på Hasslö.

Karl Fabian Månsson (i riksdagen kallad Månsson i Gävle, Månsson i Hagaström och Månsson i Furuvik), född 20 januari 1872 i Förkärla socken, Blekinge län, död 4 januari 1938 i Furuvik, Gävleborgs län, var en svensk socialdemokratisk politiker, tidningsredaktör och författare.  

## Biografi
Månsson var son till hemmansägaren och fiskaren Måns Nilsson och Kerstin Svensdotter. Fabian Månsson var först grovarbetare vid fästningsbyggen i Karlskrona skärgård och vid återuppbyggandet av brunna delar av Karlskrona. 1889 till 1892 arbetade han som springpojke i Karlskrona innan han ryckte in som värnpliktig vid Vaxholms artillerikår. År 1896 var han stamanställd vid Svea artilleriregemente. År 1897 flyttade han till Malmö och arbetade en tid som grovplåtslagare vid Kockums varv och därefter som rallare, när bangården i Malmö omlades. Under samma period började Månsson att skriva politiska kolumner i sydsvenska dagstidningar. Månsson använde ofta pseudonymen Dacke i sin ungdom. Hösten 1904 flyttade han till Gävle. Från 1912 till sin död 1938 var han ledamot av riksdagens andra kammare (invald i Gästriklands valkrets till 1921 och i Gävleborgs läns valkrets 1922–1938). Han blev filosofie hedersdoktor vid Uppsala universitet 1932.
År 1903 anslöt sig Månsson till Ungsocialisterna, men han hade svårt för "försvarsnihilistiska och anarkosocialistiska" tendenser i det förbundet. Då Socialdemokratiska ungdomsförbundet (SDUF) i Malmö förklarat sig vara emot dessa tendenser och tog initiativ till att bilda en ungdomsklubb, anslöt sig Månsson i stället till denna. Han valdes till ungdomsförbundets centralstyrelse, tillhörde ungdomsförbundets vänsterflygel och representerade också en del av vänsteroppositionen inom Sveriges socialdemokratiska arbetarepartis (SAP) partistyrelse 1911–1916. År 1917 var han med och bildade Sveriges socialdemokratiska vänsterparti (SSV). På 1920-talet provade han på livet som lantbrukare i Vrå socken i Småland där han bosatte sig på Stenhöga gård. År 1923 återvände han till SAP.
Månsson var en av sitt partis främsta och färgstarkaste agitatorer, känd för sin drastiska och ofta burleska talekonst. Han tillhörde den första generationen av självlärda författare i den nya folkbildningens anda, och med sin fasta förankring i den blekingska landsbygden valde han gärna den historiska romanen som uttrycksmedel: Rättfärdiggörelsen genom tron (1916) och Gustav Vasa och Nils Dacke (1 - 3, 1928-48). Han framträdde också som historiker, bland annat med Folkvandringarnas historia (1937) och Vikingatidens historia (1939). 

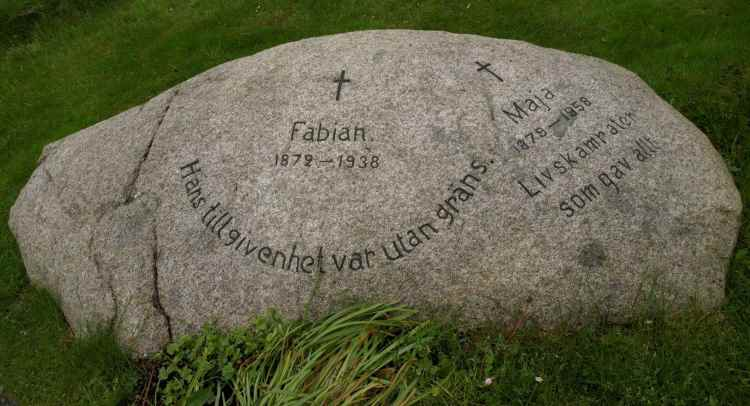
Gravstenen på Hasslö: Fabian och Maria (Maja) Qvist.

Runt sekelskiftet träffade Månsson livskamraten Maria (Maja) Qvist (1879–1958) i Malmö. Hon blev hans största stöd och de två bildade par under många år innan de vigde sig på hans födelsedag 1925. Månsson är begravd på en enskild gravplats på Hasslö i Blekinge tillsammans med Maria Qvist.
År 1948 utgavs en biografi över Fabian Månsson av Fredrik Ström och vännen Zeth Höglund utgav en biografi 1951.

### Skönlitteratur
- Vid kunskapens träd : [dikt]. Lysekil. 1909. Libris 2128687
- Rättfärdiggörelsen genom tron : skildringar från den frikyrkliga rörelsens genombrott. Stockholm: Tiden. 1916. Libris 2434106 - Nya upplagor 1961 och 1978.
  -  Del 1. Libris 2434107. http://litteraturbanken.se/#!/forfattare/ManssonF/titlar/Rattfardiggorelsen1/info
  -  Del 2. Libris 2434108. http://litteraturbanken.se/#!/forfattare/ManssonF/titlar/Rattfardiggorelsen2/info
- Sancte Eriks gård : skildringar från medeltidens senare skede. Stockholm: Tiden. 1922–1926. Libris 54681
  -  1, Den nationella samlingens födslovåndor. 1922. Libris 54682
  -  2, I den unge Sturens tid. 1923. Libris 54683
  -  3, Gråbrödraklostret. 1926. Libris 54684
- Gustaf Vasa och Nils Dacke : historisk skildring om bondeklassens undergång och herregårdens födelse. Stockholm: Tiden. 1928–1948. Libris 390650
  -  1. 1928. Libris 170353
  -  2. 1930. Libris 170354
  -  3. 1948. Libris 170355

### Varia
- Kan Sverge försvara sig? : ett inlägg i en debatt med kaptenen vid Helsinge regemente Gustaf Swedlund i Gävle allmänna : diskussionsförening den 26 mars 1907. Socialdemokratiska ungdomsförbundets agitationsskrift ; 16. Malmö: Socialdemokr. ungdomsförb:s förl. 1907. Libris 1616171
- Malmfrågan : några anteckningar. Socialdemokratiska ungdomsförbundets agitationsskrift ; 14. Malmö: Socialdemokratiska ungdomsförbundets förlag. 1907. Libris 1218257
- Norrlandsfrågan. Frams broschyr ; 32. Malmö. 1908. Libris 8216971
- Hungertullarne eller Skola de fattiga alltid betala fattighjälp till de rika?. Gävle: Tr.- & tidn:s fören. 1908. Libris 1616170
- Ett föredrag i tullfrågan. Malmö: Framtiden. 1910. Libris 1616169
- Svar till Sven Hedin. Gävle. 1912. Libris 1274641
- Livsmedelstullarna. Gävle: förf. 1912. Libris 2928609
- Sockerockret. Stockholm: Fram. 1913. Libris 1637522
- Giv oss åter våra millioner! : spanmålstullens behandling i riksdagen 1913. Stockholm: Fram. 1914. Libris 1637521
- Den militära samhällsfaran : varför jag yrkade avslag på fjärde huvudtiteln. Stockholm: Fram. 1916. Libris 1656361
- Demokratins vapen eller Folkombud och regeringsmakt : föredrag hållet vid socialdemokratiska vänsterns valmöte i Sandviken juli 1917. Stockholm: Folkets förl. 1917. Libris 1656360
- Eko från världsprässen. Gävle. 1917–1919. Libris 2715521
- Brödfördyringen 1921 : har du råd att vara skattskyldig under de skånska storbönderna?. Stockholm: Tiden. 1921. Libris 1475577
- Industritullarna och handelsbalansen. Stockholm: Tiden. 1921. Libris 1475578
- Spannmålstullarna i kritisk belysning. Sollefteå: Energi. 1921. Libris 1475579
- Ansikten : självbiografiska skisser. Stockholm: Bonnier. 1932. Libris 37548
- Folkvandringarnas historia. 1. Stockholm. 1937. Libris 384516 - Denna första del var allt som utkom.
- Vikingatidens historia : från stammarna till de nordiska riksbildningarna ; bearbetad och utgiven av Per Nyström. Stockholm: Tiden. 1939. Libris 1211662
- Gustaf Vasa och Nils Dacke: historisk skildring om bondeklassens undergång och herrgårdens födelse. 3. Stockholm: Tiden. 1948. Libris 170355

### Skrifter och urval
- Skrifter (Minnesupplaga). Stockholm: Tiden. 1938–1949. Libris 1373738
  -  1, Rättfärdiggörelsen genom tron : skildringar från den frikyrkliga rörelsens genombrott. 1938. Libris 1373739
  -  2, Sancte Eriks gård : skildringar från medeltidens senare skede, 1, Den nationella samlingens födslovåndor. 1938. Libris 1373740
  -  3, Sancte Eriks gård : skildringar från medeltidens senare skede, 2, I den unge Sturens tid. 1938. Libris 1373741
  -  4, Sancte Eriks gård : skildringar från medeltidens senare skede, 3, Gråbrödraklostret. 1938. Libris 1373742
  -  5, Gustaf Vasa och Nils Dacke : historisk skildring om bondeklassens undergång och herregårdens födelse, 1. 1938. Libris 1373743
  -  6, Gustaf Vasa och Nils Dacke : historisk skildring om bondeklassens undergång och herregårdens födelse, 2. 1938. Libris 1373744
  -  7, Gustaf Vasa och Nils Dacke, 3. 1949. Libris 1373745
- Fabian har ordet : ett urval ur Fabian Månssons tal, skrifter och artiklar / med företal av Sven Andersson. Stockholm: Tiden. 1940. Libris 1373746